# Istigobius goldmanni
Istigobius goldmanni és una espècie de peix de la família dels gòbids i de l'ordre dels perciformes.

## Morfologia
Els mascles poden assolir els 6 cm de longitud total.

## Distribució geogràfica
Es troba des de les Filipines fins a Fidji, Taiwan, el nord-oest d'Austràlia i el sud de Queensland (Austràlia), i Tonga.